# Meinit Shasha
Pour les articles homonymes, voir Shasha.
Meinit Shasha (ou Menit Shasha) est un woreda de la zone Mirab Omo de la région Éthiopie du Sud-Ouest. Ce district reprend le sud de l'ancien woreda Meinit. Sa partie ouest se détache récemment sous le nom de Gori Gesha.
Le district a 43 305 habitants en 2007.
Limitrophe des zones Bench Sheko et Keffa de la région Éthiopie du Sud-Ouest et limitrophe de la zone Debub Omo de la région Éthiopie du Sud, ce district est bordé dans la zone Mirab Omo par Meinit Goldeya au nord, Maji au sud et Bero au sud-ouest,.
La rivière Dalcha qui le sépare de la zone Kaffa, place l'est du district dans le bassin versant de l'Omo tandis que la partie ouest appartient au bassin versant du Nil Blanc par les rivières Dima et Akobo.
Le centre administratif, Jemu, se situe une quarantaine de kilomètres au sud de Shewa Ghimira à vol d'oiseau,, et compte 2 779 habitants en 2007.
Comme toute la zone Mirab Omo, le district fait partie de la région des nations, nationalités et peuples du Sud jusqu'à la création de la région Éthiopie du Sud-Ouest en 2021.
En 2022, sa population est estimée sur le périmètre d'origine à 60 197 personnes avec une densité de population de 21 personnes par km2 et 2 391 km2 de superficie.
Cependant, le détachement de 1 322 km2 au bénéfice de Gori Gesha au début des années 2020 réduit substantiellement le territoire de Meinit Shasha.